# La mineur

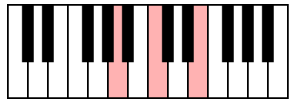
L'accord parfait de la mineur se compose des notes suivantes : la, do, mi

La tonalité de la mineur se développe en partant de la note tonique la. Elle est appelée A minor en anglais et a-Moll dans l'Europe centrale.
L'armure coïncide avec celle de la tonalité relative do majeur.

## Modes

### mineur naturel
L’échelle de la mineur naturel est : la, si, do, ré, mi, fa, sol, la.
- tonique : la
- médiante : do
- dominante : mi
- sensible : sol

Altérations : aucune.

### mineur harmonique
L’échelle de la mineur harmonique est : la, si, do, ré, mi, fa, sol♯, la.
- tonique : la
- médiante : do
- dominante : mi
- sensible : sol♯

Altérations : sol♯ (accidentel).

### mineur mélodique
L’échelle de la mineur mélodique est :
- gamme ascendante : la, si, do, ré, mi, fa♯, sol♯, la.
- gamme descendante : la, sol, fa, mi, ré, do, si, la.

## Compositions célèbres en la mineur
- Concerto pour violon en la mineur (Bach)
- La Lettre à Élise
- Concerto pour piano de Schumann
- Symphonie nº 3 de Mendelssohn
- Concerto pour piano de Grieg
- Double Concerto de Brahms
- Concerto pour violon de Dvořák
- Symphonie nº 6 de Mahler
- Symphonie nº 4 de Sibelius
- Symphonie nº 7 de Beethoven - deuxième mouvement
- Symphonie nº 3 (Rachmaninov)
- Introduction et Rondo capriccioso en la mineur
- Symphonie n° 9 de Schubert - deuxième mouvement
- Sonate pour piano no 14 de Schubert